# Potentilla litoralis
Potentilla litoralis là loài thực vật có hoa trong họ Hoa hồng. Loài này được (Rydb.) Fedde miêu tả khoa học đầu tiên năm 1910.